# راشمر (ویرجینیا)
راشمر (به انگلیسی: Rushmere) یک منطقهٔ مسکونی در ایالات متحده آمریکا است که در جزیره وایت کانتی واقع شده‌است. راشمر ۲۲٫۰ کیلومتر مربع مساحت و ۱٬۰۱۸ نفر جمعیت دارد و ۲۲ متر بالاتر از سطح دریا واقع شده‌است.